# Équipe de Belgique de football à la Coupe du monde 1938
Cet article relate le parcours de l'Équipe de Belgique de football lors de la Coupe du monde de football de 1938 organisée au France du 4 juin au 19 juin 1938.

## Effectif
| Nom             | Nom              | Club                        | Date de naissance | J.              | Buts            |                 |                 |                 |
| Gardiens de but | Gardiens de but  | Gardiens de but             | Gardiens de but   | Gardiens de but | Gardiens de but | Gardiens de but | Gardiens de but | Gardiens de but |
| --------------- | ---------------- | --------------------------- | ----------------- | --------------- | --------------- | --------------- | --------------- | --------------- |
| -               | Arnold Badjou    | Daring Club Bruxelles       | 25.06.1909        | 1               | 0               | 0               | 0               | 0               |
| -               | André Vandeweyer | Royale Union Saint-Gilloise | 21.06.1909        | 0               | 0               | 0               | 0               | 0               |
| -               | Robert Braet     | Royale Union Saint-Gilloise | 11.02.1912        | 0               | 0               | 0               | 0               | 0               |
| Défenseurs      |                  |                             |                   |                 |                 |                 |                 |                 |
| -               | Robert Paverick  | Royal Antwerp FC            | 19.11.1912        | 1               | 0               | 0               | 0               | 0               |
| -               | Jean Petit       | Standard de Liège           | 25.02.1914        | 0               | 0               | 0               | 0               | 0               |
| -               | Corneel Seys     | Beerschot VAC               | 12.02.1912        | 1               | 0               | 0               | 0               | 0               |

## Qualification

### Groupe 9
Dans ce groupe 9, 3 équipes s'affrontent pour 2 places qualificatives : les Pays-Bas, le Luxembourg et la Belgique. Chaque équipe rencontre chacun de ses adversaires une fois. Le petit poucet luxembourgeois n'a pas fait trembler ses deux voisins qui se qualifient pour la Coupe du monde.
| Rang | Équipe     | Pts | J | G | N | P | Bp | Bc | Diff |  | Résultats (▼ dom., ► ext.) |     |     |     |
| ---- | ---------- | --- | - | - | - | - | -- | -- | ---- |  | -------------------------- | --- | --- | --- |
| 1    | Pays-Bas   | 3   | 2 | 1 | 1 | 0 | 5  | 1  | +4   |  | Pays-Bas                   |     |     | 4-0 |
| 2    | Belgique   | 3   | 2 | 1 | 1 | 0 | 4  | 3  | +1   |  | Belgique                   | 1-1 |     |     |
| 3    | Luxembourg | 0   | 2 | 0 | 0 | 2 | 2  | 7  | -5   |  | Luxembourg                 |     | 2-3 |     |

## Phase finale

### Huitièmes de finale
La France franchit la première étape d'une Coupe du monde pour la première fois en battant son voisin belge par 3 buts à 1.
| 5 juin 1938                         | France                                                                                                | 3 - 1   | Belgique | Stade olympique Yves-du-Manoir (Colombes)       |                                                 |
| 17 h 00 · Historique des rencontres | Veinante 1re · Nicolas 16e, 69e                                                                       | (2 - 1) | Isemborghs 38e                                                                                                 | Spectateurs : 30 000 Arbitrage : Hans Wuethrich | Spectateurs : 30 000 Arbitrage : Hans Wuethrich |
| 17 h 00 · Historique des rencontres | Rapport                                                                                               |         | | Spectateurs : 30 000 Arbitrage : Hans Wuethrich | Spectateurs : 30 000 Arbitrage : Hans Wuethrich |
| 17 h 00 · Historique des rencontres | Di Lorto - Cazenave, Mattler - Bastien, Jordan, Diagne - Aston, Heisserer, Nicolas, Delfour, Veinante | Équipes | Badjou - Paverick, Seys - Van Alphen, Stijnen , De Winter - Vanden Wouwer, Voorhoof, Isemborghs, Braine, Buyle | Spectateurs : 30 000 Arbitrage : Hans Wuethrich | Spectateurs : 30 000 Arbitrage : Hans Wuethrich |

## Source
- GULDEMONT, Henry. 100 ans de football en Belgique: 1895-1995, Union royale belge des sociétés de football association / Henry Guldemont, Bob Deps. - Bruxelles : Vif éd., 1995. - 1 vol. (312 p.) : ill. en noir et en coul., couv. ill. en coul. ; 31 cm.  (ISBN 90-5466-151-8) (rel.).
- HUBERT, Christian. De Montevideo à Orlando / Christian Hubert. - Bruxelles : Labor, 1994. - 215 p. : ill., couv. ill. en coul. ; 22 cm. Titre de couv. et de dos : "Les Diables rouges : de Montevideo à Orlando".  (ISBN 2-8040-1009-0).
- Site de l'URBSFA : actualité de l'équipe de Belgique (nl + fr + de + en)
- L'équipe de Belgique sur le site de la FIFA: infos et statistiques (fr + de + en + es)